# Mirra Alexandrowna Andrejewa/Tennissaison 2025
Dieser Artikel zeigt die Tennissaison 2025 von Mirra Andrejewa. Sie begann das Tennisjahr am 30. Dezember 2024 in Brisbane, zu diesem Zeitpunkt belegte sie die Weltranglistenplätze 16 im Einzel und 68 im Doppel.

## Jahres-Zusammenfassung
Andrejewa begann sie Saison mit einem Freilos in der ersten Runde in Brisbane. In den nächsten Runden besiegte sie Anna Blinkowa, Linda Nosková und Ons Jabeur jeweils in zwei Sätzen, bevor sie im Halbfinale der Weltranglistenersten Aryna Sabalenka unterlag. Erfolgreich verlief der Saisonauftakt dagegen im Doppel mit ihrer Landsfrau Diana Schneider. Sie triumphierten im Finale gegen Priscilla Hon/Anna Kalinskaja mit 7:66 und 7:5. Für beide war es der erste WTA-Tour-Titel.
Beim ersten Höhepunkt des Jahres, den Australian Open, hatte sie in der zweiten Runde große Mühe gegen Moyuka Uchijima, gewann das Match denkbar knapp im Tiebreak des dritten Satz mit 7:68. Drei Sätze benötigte sie auch in der dritten Runde gegen Magdalena Fręch. Ein klare Niederlage erfolgte dann im Achtelfinale, erneut gegen Aryna Sabalenka. Im Doppel erreichte sie hingegen das Halbfinale, das sie gegen die späteren Turniersiegerinnen Kateřina Siniaková/Taylor Townsend erst im dritten Satz verlor.
In Doha scheiterte sie bereits in der zweien Runde an Rebecca Šramková nach einem Dreisatzmatch. Auch bei diesem Turnier erreichte sie im Doppel das Halbfinale, wo sie erst im Matchtiebreak mit 9:11 unterlag.
Wesentlich erfolgreicher verliefen die nächsten beiden Turniere in Dubai und Indian Wells, die sie beide gewinnen konnte. Auf dem Weg zu den Siegen schlug sie in beiden Turnieren die Weltranglistenzweite Iga Świątek, ebenfalls Jelena Rybakina, siebte der Weltrangliste, konnte sie zweimal bezwingen. Im Finale von Indian Wells triumphierte sie dann auch erstmals gegen Aryana Sabalenka. Aufgrund der Siege gegen Świątek und Sabalenka in Indian Wells wurde sie zur erst dritten Spielerin, der es im Alter von unter 18-Jahren gelang, die bestplatzierten Spielerinnen der Welt in einem Turnier zu besiegen. Zuvor war das Steffi Graf, beim Lipton International Players Championships 1987 in Miami, und Serena Williams, bei den US Open 1999 in New York City, gelungen.
Eine frühe Niederlage in der dritten Runde bei den Miami Open musste sie dann gegen Amanda Anisimova einstecken, nachdem es in der Vorrunde noch einen ungefährdeten Sieg gegen Weronika Kudermetowa gab. Mit Diana Schneider gewann sie ihren zweiten Doppeltitel der Saison, zudem war es ihr erster WTA-1000-Triumph.

## Spieleübersicht
| 1R | 2R | 3R | AF | VF | HF | F | S |  | 1S | 2S | 3S |  | S | N |

(R#) Runde 1, 2, 3, (AF) Achtelfinale, (VF) Viertelfinale, (HF) Halbfinale, (F) Finale, (S) Sieg, (N) Niederlage
(S#) Spiel 1, 2, 3

### Einzel
| Turniere | Spiele | Runde | Gegnerin               | Rang    | S/N     | Ergebnis         |
| --- | ------ | ----- | ---------------------- | ------- | ------- | ---------------- |
| Brisbane International Brisbane, Australien WTA 500 Hartplatz 29. Dezember 2024 – 5. Januar 2025                   | –      | 1R    | Freilos                | Freilos | Freilos | Freilos          |
| Brisbane International Brisbane, Australien WTA 500 Hartplatz 29. Dezember 2024 – 5. Januar 2025                   | 1      | 2R    | Anna Blinkowa          | 77      | S       | 6:4, 6:4         |
| Brisbane International Brisbane, Australien WTA 500 Hartplatz 29. Dezember 2024 – 5. Januar 2025                   | 2      | AF    | Linda Nosková          | 26      | S       | 6:3, 6:0         |
| Brisbane International Brisbane, Australien WTA 500 Hartplatz 29. Dezember 2024 – 5. Januar 2025                   | 3      | VF    | Ons Jabeur             | 42      | S       | 6:4, 7:62        |
| Brisbane International Brisbane, Australien WTA 500 Hartplatz 29. Dezember 2024 – 5. Januar 2025                   | 4      | HF    | Aryna Sabalenka        | 1       | N       | 3:6, 2:6         |
| |        |       |                        |         |         |                  |
| Australian Open Melbourne, Australien Grand Slam Hartplatz 12. – 26. Januar 2025                                   | 5      | 1R    | Marie Bouzková         | 43      | S       | 6:3, 6:3         |
| Australian Open Melbourne, Australien Grand Slam Hartplatz 12. – 26. Januar 2025                                   | 6      | 2R    | Moyuka Uchijima        | 63      | S       | 6:4, 3:6, 7:68   |
| Australian Open Melbourne, Australien Grand Slam Hartplatz 12. – 26. Januar 2025                                   | 7      | 3R    | Magdalena Fręch        | 26      | S       | 6:2, 1:6, 6:2    |
| Australian Open Melbourne, Australien Grand Slam Hartplatz 12. – 26. Januar 2025                                   | 8      | AF    | Aryna Sabalenka        | 1       | N       | 1:6, 2:6         |
| |        |       |                        |         |         |                  |
| Qatar TotalEnergies Open Doha, Qatar WTA 1000 Hartplatz 9. – 15. Februar 2025                                      | 9      | 1R    | Katie Volynets         | 64      | S       | 4:6, 7:64, 6:4   |
| Qatar TotalEnergies Open Doha, Qatar WTA 1000 Hartplatz 9. – 15. Februar 2025                                      | 10     | 2R    | Rebecca Šramková       | 46      | N       | 6:3, 3:6, 5:7    |
| |        |       |                        |         |         |                  |
| Dubai Duty Free Tennis Championships Dubai, Vereinigte Arabische Emirate WTA 1000 Hartplatz 16. – 22. Februar 2025 | 11     | 1R    | Elina Awanessjan       | 44      | S       | 6:2, 6:1         |
| Dubai Duty Free Tennis Championships Dubai, Vereinigte Arabische Emirate WTA 1000 Hartplatz 16. – 22. Februar 2025 | 12     | 2R    | Markéta Vondroušová    | 39      | S       | 7:5, 6:0         |
| Dubai Duty Free Tennis Championships Dubai, Vereinigte Arabische Emirate WTA 1000 Hartplatz 16. – 22. Februar 2025 | 13     | AF    | Peyton Stearns         | 46      | S       | 6:1, 6:1         |
| Dubai Duty Free Tennis Championships Dubai, Vereinigte Arabische Emirate WTA 1000 Hartplatz 16. – 22. Februar 2025 | 14     | VF    | Iga Świątek            | 2       | S       | 6:3, 6:3         |
| Dubai Duty Free Tennis Championships Dubai, Vereinigte Arabische Emirate WTA 1000 Hartplatz 16. – 22. Februar 2025 | 15     | HF    | Jelena Rybakina        | 7       | S       | 6:4, 4:6, 6:3    |
| Dubai Duty Free Tennis Championships Dubai, Vereinigte Arabische Emirate WTA 1000 Hartplatz 16. – 22. Februar 2025 | 16     | S     | Clara Tauson           | 38      | S       | 7:61, 6:1        |
| |        |       |                        |         |         |                  |
| BNP Paribas Open Indian Wells, Vereinigte Staaten WTA 1000 Hartplatz 5. – 16. März 2025                            | –      | 1R    | Freilos                | Freilos | Freilos | Freilos          |
| BNP Paribas Open Indian Wells, Vereinigte Staaten WTA 1000 Hartplatz 5. – 16. März 2025                            | 17     | 2R    | Warwara Gratschowa     | 70      | S       | 7:5, 6:4         |
| BNP Paribas Open Indian Wells, Vereinigte Staaten WTA 1000 Hartplatz 5. – 16. März 2025                            | 18     | 3R    | Clara Tauson           | 21      | S       | 6:3, 6:0         |
| BNP Paribas Open Indian Wells, Vereinigte Staaten WTA 1000 Hartplatz 5. – 16. März 2025                            | 19     | AF    | Jelena Rybakina        | 7       | S       | 6:1, 6:2         |
| BNP Paribas Open Indian Wells, Vereinigte Staaten WTA 1000 Hartplatz 5. – 16. März 2025                            | 20     | VF    | Elina Switolina        | 23      | S       | 7:5, 6:3         |
| BNP Paribas Open Indian Wells, Vereinigte Staaten WTA 1000 Hartplatz 5. – 16. März 2025                            | 21     | HF    | Iga Świątek            | 2       | S       | 7:61, 1:6, 6:3   |
| BNP Paribas Open Indian Wells, Vereinigte Staaten WTA 1000 Hartplatz 5. – 16. März 2025                            | 22     | S     | Aryna Sabalenka        | 1       | S       | 2:6, 6:4, 6:3    |
| |        |       |                        |         |         |                  |
| Miami Open Miami Gardens, Vereinigte Staaten WTA 1000 Hartplatz 18. – 30. März 2025                                | –      | 1R    | Freilos                | Freilos | Freilos | Freilos          |
| Miami Open Miami Gardens, Vereinigte Staaten WTA 1000 Hartplatz 18. – 30. März 2025                                | 23     | 2R    | Weronika Kudermetowa   | 52      | S       | 6:0, 6:2         |
| Miami Open Miami Gardens, Vereinigte Staaten WTA 1000 Hartplatz 18. – 30. März 2025                                | 24     | 3R    | Amanda Anisimova       | 17      | N       | 6:75, 6:2, 3:6   |
| |        |       |                        |         |         |                  |
| Porsche Tennis Grand Prix Stuttgart, Deutschland WTA 500 Sand (Halle) 14. – 21. April 2025                         | 25     | 1R    | Erika Andrejewa        | 97      | S       | 6:2, 1:0 Aufgabe |
| Porsche Tennis Grand Prix Stuttgart, Deutschland WTA 500 Sand (Halle) 14. – 21. April 2025                         | 26     | AF    | Jekaterina Alexandrowa | 22      | N       | 3:6, 2:6         |
| |        |       |                        |         |         |                  |
| Mutua Madrid Open Madrid, Spanien WTA 1000 Sand 22. April – 4. Mai 2025                                            | –      | 1R    | Freilos                | Freilos | Freilos | Freilos          |
| Mutua Madrid Open Madrid, Spanien WTA 1000 Sand 22. April – 4. Mai 2025                                            | 27     | 2R    | Marie Bouzková         | 58      | S       | 6:3, 6:4         |
| Mutua Madrid Open Madrid, Spanien WTA 1000 Sand 22. April – 4. Mai 2025                                            | 28     | 3R    | Magdalena Fręch        | 27      | S       | 7:5, 6:3         |
| Mutua Madrid Open Madrid, Spanien WTA 1000 Sand 22. April – 4. Mai 2025                                            | 29     | AF    | Julija Starodubzewa    | 99      | S       | 6:1, 6:4         |
| Mutua Madrid Open Madrid, Spanien WTA 1000 Sand 22. April – 4. Mai 2025                                            | 30     | VF    | Coco Gauff             | 4       | N       | 5:7, 1:6         |
| |        |       |                        |         |         |                  |
| Internazionali BNL d’Italia Rom, Italien WTA 1000 Sand 6. – 18. Mai 2025                                           | –      | 1R    | Freilos                | Freilos | Freilos | Freilos          |
| Internazionali BNL d’Italia Rom, Italien WTA 1000 Sand 6. – 18. Mai 2025                                           | 31     | 2R    | Emiliana Arango        | 97      | S       | 6:2, 6:4         |
| Internazionali BNL d’Italia Rom, Italien WTA 1000 Sand 6. – 18. Mai 2025                                           | 32     | 3R    | Linda Nosková          | 30      | S       | 6:1, 7:5         |
| Internazionali BNL d’Italia Rom, Italien WTA 1000 Sand 6. – 18. Mai 2025                                           | 33     | AF    | Clara Tauson           | 23      | S       | 5:7, 6:3, 6:2    |
| Internazionali BNL d’Italia Rom, Italien WTA 1000 Sand 6. – 18. Mai 2025                                           | 34     | VF    | Coco Gauff             | 3       | N       | 4:6, 6:75        |
| |        |       |                        |         |         |                  |
| French Open Paris, Frankreich Grand Slam Sandplatz 25. Mai – 8. Juni 2025                                          | 35     | 1R    | Cristina Bucșa         | 37      | S       | 6:4, 6:3         |
| French Open Paris, Frankreich Grand Slam Sandplatz 25. Mai – 8. Juni 2025                                          | 36     | 2R    | Ashlyn Krueger         | 35      | S       | 6:3, 6:4         |
| French Open Paris, Frankreich Grand Slam Sandplatz 25. Mai – 8. Juni 2025                                          | 37     | 3R    | Julija Putinzewa       | 31      | S       | 6:3, 6:1         |
| French Open Paris, Frankreich Grand Slam Sandplatz 25. Mai – 8. Juni 2025                                          | 38     | AF    | Darja Kassatkina       | 17      | S       | 6:3, 7:5         |
| French Open Paris, Frankreich Grand Slam Sandplatz 25. Mai – 8. Juni 2025                                          | 39     | VF    | Loïs Boisson           | 361     | N       | 6:76, 3:6        |

### Doppel
| Turniere | Spiele | Runde | Gegnerinnen                                 | Rang    | S/N | Ergebnis            |
| --- | ------ | ----- | ------------------------------------------- | ------- | --- | ------------------- |
| Brisbane International Brisbane, Australien WTA 500 Hartplatz 29. Dezember 2024 – 5. Januar 2025 Partnerin: Diana Schneider | 1      | 1R    | Nadija Kitschenok Sara Sorribes Tormo       |         | S   | 2:6, 6:2, [10:5]    |
| Brisbane International Brisbane, Australien WTA 500 Hartplatz 29. Dezember 2024 – 5. Januar 2025 Partnerin: Diana Schneider | 2      | VF    | Paula Badosa Ons Jabeur                     |         | S   | 6:2, 6:3            |
| Brisbane International Brisbane, Australien WTA 500 Hartplatz 29. Dezember 2024 – 5. Januar 2025 Partnerin: Diana Schneider | 3      | HF    | Shūko Aoyama Eri Hozumi                     |         | S   | 7:5, 6:2            |
| Brisbane International Brisbane, Australien WTA 500 Hartplatz 29. Dezember 2024 – 5. Januar 2025 Partnerin: Diana Schneider | 4      | S     | Priscilla Hon Anna Kalinskaja               |         | S   | 7:66, 7:5           |
| |        |       |                                             |         |     |                     |
| Australian Open Melbourne, Australien Grand Slam Hartplatz 12. – 26. Januar 2025 Partnerin: Diana Schneider                 | 5      | 1R    | Angelica Moratelli Katarzyna Piter          |         | S   | 7:5, 6:1            |
| Australian Open Melbourne, Australien Grand Slam Hartplatz 12. – 26. Januar 2025 Partnerin: Diana Schneider                 | 6      | 2R    | Sara Errani Jasmine Paolini                 |         | S   | 7:5, 7:5            |
| Australian Open Melbourne, Australien Grand Slam Hartplatz 12. – 26. Januar 2025 Partnerin: Diana Schneider                 | 7      | AF    | Kimberly Birrell Olivia Gadecki             |         | S   | 6:3, 6:2            |
| Australian Open Melbourne, Australien Grand Slam Hartplatz 12. – 26. Januar 2025 Partnerin: Diana Schneider                 | 8      | VF    | Kamilla Rachimowa Sara Sorribes Tormo       |         | S   | 6:3, 6:0            |
| Australian Open Melbourne, Australien Grand Slam Hartplatz 12. – 26. Januar 2025 Partnerin: Diana Schneider                 | 9      | HF    | Kateřina Siniaková Taylor Townsend          |         | N   | 7:64, 4:6, 3:6      |
| |        |       |                                             |         |     |                     |
| Qatar TotalEnergies Open Doha, Katar WTA 1000 Hartplatz 9. – 15. Februar 2025 Partnerin: Diana Schneider                    | 10     | 1R    | Ashlyn Krueger Jessica Pegula               |         | S   | 4:6, 6:3, [10:7]    |
| Qatar TotalEnergies Open Doha, Katar WTA 1000 Hartplatz 9. – 15. Februar 2025 Partnerin: Diana Schneider                    | 11     | AF    | Gabriela Dabrowski Erin Routliffe           |         | S   | 6:2, 6:1            |
| Qatar TotalEnergies Open Doha, Katar WTA 1000 Hartplatz 9. – 15. Februar 2025 Partnerin: Diana Schneider                    | 12     | VF    | Anna Danilina Irina Chromatschowa           |         | S   | 6:4, 6:1            |
| Qatar TotalEnergies Open Doha, Katar WTA 1000 Hartplatz 9. – 15. Februar 2025 Partnerin: Diana Schneider                    | 13     | HF    | Sara Errani Jasmine Paolini                 |         | N   | 6:4, 6:72, [9:11]   |
| |        |       |                                             |         |     |                     |
| BNP Paribas Open Indian Wells, Vereinigte Staaten WTA 1000 Hartplatz 5. – 16. März 2025 Partnerin: Diana Schneider          | 14     | 1R    | Beatriz Haddad Maia Laura Siegemund         |         | N   | 6:74, 6:3, [4:10]   |
| |        |       |                                             |         |     |                     |
| Miami Open 2025 Miami Gardens, Vereinigte Staaten WTA 1000 Hartplatz 18. – 30. März 2025 Partnerin: Diana Schneider         | 15     | 1R    | McCartney Kessler Robin Montgomery          |         | S   | 6:77, 6:4, [10:5]   |
| Miami Open 2025 Miami Gardens, Vereinigte Staaten WTA 1000 Hartplatz 18. – 30. März 2025 Partnerin: Diana Schneider         | 16     | AF    | Xu Yifan Yang Zhaoxuan                      |         | S   | 6:1, 6:2            |
| Miami Open 2025 Miami Gardens, Vereinigte Staaten WTA 1000 Hartplatz 18. – 30. März 2025 Partnerin: Diana Schneider         | 17     | VF    | Jekaterina Alexandrowa Peyton Stearns       |         | S   | 5:7, 6:3, [10:4]    |
| Miami Open 2025 Miami Gardens, Vereinigte Staaten WTA 1000 Hartplatz 18. – 30. März 2025 Partnerin: Diana Schneider         | 18     | HF    | Jiang Xinyu Wu Fang-hsien                   |         | S   | 6:0, 7:5            |
| Miami Open 2025 Miami Gardens, Vereinigte Staaten WTA 1000 Hartplatz 18. – 30. März 2025 Partnerin: Diana Schneider         | 19     | S     | Cristina Bucșa Miyu Katō                    |         | S   | 6:3, 6:75, [10:2]   |
| |        |       |                                             |         |     |                     |
| Mutua Madrid Open Madrid, Spanien WTA 1000 Sand 22. April – 4. Mai 2025 Partnerin: Diana Schneider                          | 20     | 1R    | Nicole Melichar-Martinez Ljudmila Samsonowa |         | S   | 7:64, 6:73, [12:10] |
| Mutua Madrid Open Madrid, Spanien WTA 1000 Sand 22. April – 4. Mai 2025 Partnerin: Diana Schneider                          | 21     | AF    | Beatriz Haddad Maia Laura Siegemund         |         | N   | 6:0, 6:74, [8:10]   |
| |        |       |                                             |         |     |                     |
| Internazionali BNL d’Italia Rom, Italien WTA 1000 Sand 6. – 18. Mai 2025 Partnerin: Diana Schneider                         | 22     | 1R    | Linda Nosková Clara Tauson                  |         | S   | 6:3, 6:1            |
| Internazionali BNL d’Italia Rom, Italien WTA 1000 Sand 6. – 18. Mai 2025 Partnerin: Diana Schneider                         | 23     | AF    | Chan Hao-ching Giuliana Olmos               |         | S   | 6:4, 6:2            |
| Internazionali BNL d’Italia Rom, Italien WTA 1000 Sand 6. – 18. Mai 2025 Partnerin: Diana Schneider                         | 24     | VF    | Gabriela Dabrowski Erin Routliffe           |         | S   | 6:2, 4:6, [11:9]    |
| Internazionali BNL d’Italia Rom, Italien WTA 1000 Sand 6. – 18. Mai 2025 Partnerin: Diana Schneider                         | 25     | HF    | Sara Errani Jasmine Paolini                 |         | N   | 4:6, 4:6            |
| |        |       |                                             |         |     |                     |
| French Open Paris, Frankreich Grand Slam Sandplatz 25. Mai – 8. Juni 2025 Partnerin: Diana Schneider                        | 26     | 1R    | Hailey Baptiste Ashlyn Krueger              | 136 85  | S   | 6:3, 6:0            |
| French Open Paris, Frankreich Grand Slam Sandplatz 25. Mai – 8. Juni 2025 Partnerin: Diana Schneider                        | 27     | 2R    | Maia Lumsden Sabrina Santamaria             | 72 66   | S   | 6:0, 6:0            |
| French Open Paris, Frankreich Grand Slam Sandplatz 25. Mai – 8. Juni 2025 Partnerin: Diana Schneider                        | 28     | AF    | Caroline Garcia Diane Parry                 | 323 100 | S   | 6:0, 7:5            |
| French Open Paris, Frankreich Grand Slam Sandplatz 25. Mai – 8. Juni 2025 Partnerin: Diana Schneider                        | 29     | VF    | Olga Danilović Anastassija Potapowa         | 754 169 | S   | 6:3, 7:5            |
| French Open Paris, Frankreich Grand Slam Sandplatz 25. Mai – 8. Juni 2025 Partnerin: Diana Schneider                        | 30     | HF    | Sara Errani Jasmine Paolini                 | 6       | N   | 0:6, 1:6            |

## Saisonzahlen

### Frau gegen Frau
Die fett dargestellten Spielerinnen waren wenigstens bei einem Match in den Top 10 der Weltrangliste platziert.
| - Jekaterina Alexandrowa 0:1 - Erika Andrejewa 1:0 - Amanda Anisimova 0:1 - Emilana Arango 1:0 - Elina Awanessjan 1:0 - Anna Blinkowa 1:0 - Loïs Boisson 0:1 - Marie Bouzková 2:0 - Cristina Bucșa 1:0 - Magdalena Fręch 2:0 | - Coco Gauff 0:2 - Warwara Gratschowa 1:0 - Ons Jabeur 1:0 - Darja Kassatkina 1:0 - Ashlyn Krueger 1:0 - Weronika Kudermetowa 1:0 - Linda Nosková 2:0 - Julija Putinzewa 1:0 - Jelena Rybakina 2:0 - Aryna Sabalenka 1:2 | - Julija Starodubzewa 1:0 - Rebecca Šramková 0:1 - Peyton Stearns 1:0 - Iga Świątek 2:0 - Elina Switolina 1:0 - Clara Tauson 3:0 - Moyuka Uchijima 1:0 - Markéta Vondroušová 1:0 - Katie Volynets 1:0 |

### Top-10-Spiele
| S/N        | S:N | Gegnerin        | Rang 1 | Turnier                             | Belag     | Runde | Ergebnis       | Rang 2 |
| ---------- | --- | --------------- | ------ | ----------------------------------- | --------- | ----- | -------------- | ------ |
| Niederlage | 0:1 | Aryna Sabalenka | 1      | Adelaide, Australien                | Hartplatz | HF    | 3:6, 2:6       | 16     |
| Niederlage | 0:2 | Aryna Sabalenka | 1      | Australian Open, Australien         | Hartplatz | AF    | 1:6, 2:6       | 15     |
| Sieg       | 1:2 | Iga Świątek     | 2      | Dubai, Vereinigte Arabische Emirate | Hartplatz | VF    | 6:3, 6:3       | 14     |
| Sieg       | 2:2 | Jelan Rybakina  | 7      | Dubai, Vereinigte Arabische Emirate | Hartplatz | HF    | 6:4, 4:6, 6:3  | 14     |
| Sieg       | 3:2 | Jelan Rybakina  | 7      | Indian Wells, Vereinigte Staaten    | Hartplatz | AF    | 6:1, 6:2       | 11     |
| Sieg       | 4:2 | Iga Świątek     | 2      | Indian Wells, Vereinigte Staaten    | Hartplatz | HF    | 7:61, 1:6, 6:3 | 11     |
| Sieg       | 5:2 | Aryna Sabalenka | 1      | Indian Wells, Vereinigte Staaten    | Hartplatz | S     | 2:6, 6:4, 6:3  | 11     |
| Niederlage | 5:3 | Coco Gauff      | 4      | Madrid, Spanien                     | Sand      | VF    | 5:7, 1:6       | 7      |
| Niederlage | 5:4 | Coco Gauff      | 3      | Rom, Italien                        | Sand      | VF    | 4:6, 6:75      | 7      |

### Weltranglistenposition
| gestiegen | gefallen |

 Einzel 
| Woche | 1  | 2  | 3  | 4  | 5  | 6  | 7  | 8  | 9  | 10 | 11 | 12 | 13 | 14 | 15 | 16 | 17 | 18 | 19 | 20 | 21 | 22 | 23 |
| Rang  | 16 | 15 | 15 | 15 | 15 | 15 | 15 | 14 | 9  | 11 | 11 | 6  | 6  | 7  | 7  | 7  | 7  | 7  | 7  | 7  | 6  | 6  | 6  |
|       |    |    |    |    |    |    |    |    |    |    |    |    |    |    |    |    |    |    |    |    |    |    |    |
| Woche | 24 | 25 | 26 | 27 | 28 | 29 | 30 | 31 | 32 | 33 | 34 | 35 | 36 | 37 | 38 | 39 | 40 | 41 | 42 | 43 | 44 | 45 | 46 |
| Rang  |    |    |    |    |    |    |    |    |    |    |    |    |    |    |    |    |    |    |    |    |    |    |    |

### Preisgeld
| Einzel          |            |            |
| Turnier         | Preisgeld  | Summe      |
| Brisbane        | $69.650    | $69.650    |
| Australian Open | AU$420.000 | $335.043   |
| Doha            | $23.500    | $358.543   |
| Dubai           | $597.000   | $955.543   |
| Indian Wells    | $1.127.500 | $2.083.043 |
| Miami           | $60.400    | $2.143.443 |
| Stuttgart       | €13.760    | $2.157.094 |
| Madrid          | €165.670   |            |
| Rom             | €124.700   | $2.489.569 |
| French Open     | €440.000   | $          |
|                 |            | $2.489.569 |

| Doppel          |            |          |
| Turnier         | Preisgeld  | Summe    |
| Brisbane        | $37.910    | $37.910  |
| Australian Open | AU$125.000 | $116.807 |
| Doha            | $26.570    | $143.377 |
| Indian Wells    | $9.553     | $152.930 |
| Miami           | $228.575   | $381.505 |
| Madrid          | €15.270    |          |
| Rom             | €43.570    | $449.035 |
| French Open     | €74.000    | $        |
|                 |            | $449.035 |

| Gesamt |            |
| Einzel | $2.489.569 |
| Doppel | $449.035   |
|        | $2.938.604 |